# Nord Bonnevoie-Verlorenkost
Nord Bonnevoie-Verlorenkost (en francès: Bonnevoie-Nord–Verlorenkost) un dels 24 barris de la ciutat de Luxemburg. El 2012 tenia 3.905 habitants.
Està situat al sud-est de la ciutat, just a l'est de la zona de l'estació. En el pla esportiu, la zona és coneguda pel seu club de futbol Racing Football Club Union Luxemburg i l'estadi Achille Hammerel.